# Ronde van Frankrijk 2004/Zestiende etappe
De zestiende etappe van de Ronde van Frankrijk 2004 was een klimtijdrit, die werd verreden op 21 juli 2004 tussen Bourg d'Oisans en L'Alpe d'Huez.

## Verloop
Armstrong verslaat alles en iedereen. Aart Vierhouten haalt de tijdslimiet niet en verlaat de Tour. Marco Pantani houdt het record voor de snelste beklimming van L'Alpe d'Huez ooit.
Proloog ·
1e etappe ·
2e etappe ·
3e etappe ·
4e etappe ·
5e etappe ·
6e etappe ·
7e etappe ·
8e etappe ·
9e etappe ·
10e etappe ·
11e etappe ·
12e etappe ·
13e etappe ·
14e etappe ·
15e etappe ·
16e etappe ·
17e etappe ·
18e etappe ·
19e etappe ·
20e etappe
Startlijst · Eindstanden · Afbeeldingen